# Yohan Hautcœur
Yohan Hautcœur (Nantes, 30 ottobre 1981) è un ex calciatore francese, di ruolo centrocampista.